# Lymantria metarhoda
Lymantria metarhoda este o specie de molii din genul Lymantria, familia Lymantriidae, descrisă de Walker 1862 Conform Catalogue of Life specia Lymantria metarhoda nu are subspecii cunoscute.